# 配線図
配線図（はいせんず）、あるいはワイヤリング図（Wiring Diagram）は、電気機器やシステムの設計において極めて重要な役割を果たす。この図面は、電気回路の配線や接続方法を示したものであり、エンジニアやテクニシャンが正確に配線を行うための指針となる

## ワイヤリング図の構成要素
ワイヤリング図には、以下のような構成要素が含まれる：
1. 電源供給源と負荷: 回路の始点と終点を示す重要な部分であり、電流の流れる方向を明確にする。
2. 配線のルートと接続点: 配線がどのようにルーティングされ、どこで接続されるかを示す。これにより、異なる部品や機器の間での信号伝達や電力供給が可能になる。
3. 部品やコンポーネント: 抵抗器、コンデンサー、スイッチ、モーターなど、回路に含まれる各部品がどこに配置されているかを示す。

## ワイヤリング図の種類
ワイヤリング図にはいくつかの種類があるが、一般的には以下のようなものが挙げられる。
1. スキーマ図: 回路全体の構造を簡略化して示した図面で、配線のルートや接続点を基本的に示す。
2. 詳細図: 各部品やコンポーネントの配置や配線の詳細まで示した図面で、実際の作業に必要な具体的な情報を提供する。

## ワイヤリング図の重要性
ワイヤリング図の正確性は、電気機器やシステムの安全性と効率性に直接関わる。誤った配線や接続は、システムの不安定化や故障の原因となる可能性がある。また、メンテナンスや修理の際にも、正確なワイヤリング図があれば迅速かつ効果的な対応が可能である